# Ciência cristã

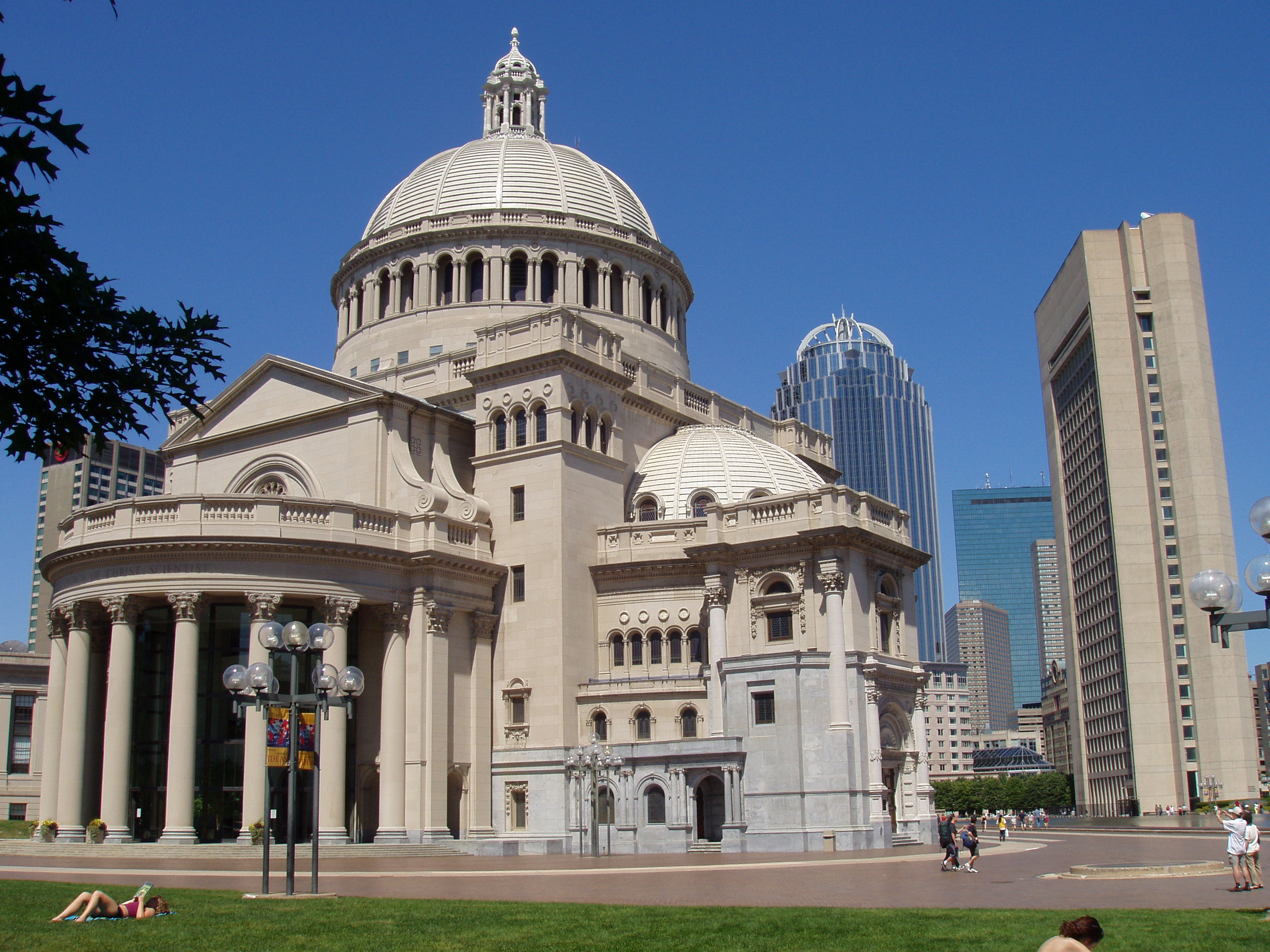
A Igreja Mãe, A Primeira Igreja de Cristo, Cientista, Boston, Massachusetts.

A Ciência Cristã, também chamada de Christian Science (em inglês), é um movimento religioso iniciado por Mary Baker Eddy, em 1866, em Massachusetts, Estados Unidos. A Bíblia e o livro de Eddy, Ciência e Saúde com a Chave das Escrituras, são considerados os livros básicos da religião. Esses dois livros foram ordenados por Eddy como o único Pastor da Ciência Cristã, dual e impessoal. A primeira edição do livro Ciência e Saúde foi ao prelo em 1875.
A sede mundial da Ciência Cristã fica no centro de Boston, no The Christian Science Plaza; e é denominada "A Primeira Igreja de Cristo, Cientista" ou The First Church of Christ, Scientist. A igreja também é chamada, globalmente, pelos adeptos como A Igreja Mãe.
A igreja possui um jornal diário, o The Christian Science Monitor, que ganhou sete prêmios Pulitzer entre 1950 e 2002. O Monitor foi um dos primeiros jornais a entrar na plataforma do web jornalismo, abandonando as edições impressas. É um jornal independente em circulação contínua desde 1908.
O propósito da igreja, conforme estabelecido pelos seus membros fundadores, é "restabelecer o cristianismo dos primeiros tempos e seu elemento de cura que se havia perdido." Sua doutrina explica a cura cristã, ou cura divina, como sendo "uma dispensação permanente entre os homens", em cumprimento da promessa feita por Jesus Cristo de ser atemporal, aberta e disponível a todos.
De acordo com a professora de estudos sobre a religião, Alexandra Prince, a Ciência Cristã
busca trazer de volta ao Cristianismo a missão de cura de Jesus. Os adeptos se esforçam para
seguir seu exemplo, não apenas moralmente, mas também curando os doentes por meio da
oração. Eles dizem que há uma ciência por trás das obras de Jesus, a qual pode ser
comprovada.
Segundo Mary Baker Eddy, a fundadora deste movimento religioso, "A Ciência Cristã e o Cristianismo são uma só e a mesma coisa." Tal afirmação, contudo, não foi aceita de modo geral por algumas denominações cristãs. Seu livro Retrospecção e Introspecção contém um esboço biográfico que narra as experiências que a levaram, no ano de 1866, à descoberta do sistema que ela denominou de Ciência Cristã. 

## Descobrimento da Ciência Cristã

### Pesquisas preliminar ;es em sistemas de saúde da época
A Sra Eddy tinha interesse em alguns dos sistemas de saúde, muitos deles pseudocientíficos disponíveis em sua época, tais como: eletricidade, massagens, alquimia, homeopatia, alopatia, hipnotismo, mesmerismo, bem como o espiritualismo e mentalismo do professor americano Phineas Parkhurst Quimby, hidroterapia, dietas e sistemas de higiene os quais cita em sua obra "Ciência e Saúde" como parte de sua longa trajetória de pesquisas que a levaram à descoberta da ciência cristã. Naquela época, a medicina tradicional era muito incipiente e os doentes estavam receptivos aos sistemas alternativos de cura, haja vista que uma vasta gama de patologias eram consideradas pela medicina como casos incuráveis.
Após uma violenta queda no gelo que aconteceu quando Eddy estava regressando de uma reunião da Liga Feminina Maçônica de combate ao Alcoolismo, da qual era coordenadora, foi levada inconsciente para uma das residências próximas. Quando o clérigo já estava para dar-lhe a extrema unção, ela solicitou sua bíblia e abriu-a na passagem da cura do paralítico realizada por Jesus Cristo. A partir deste momento ela supostamente obteve a cura completa de sua lesão, como também a cura completa de seu antigo padecimento que lhe acompanhava desde a infância.

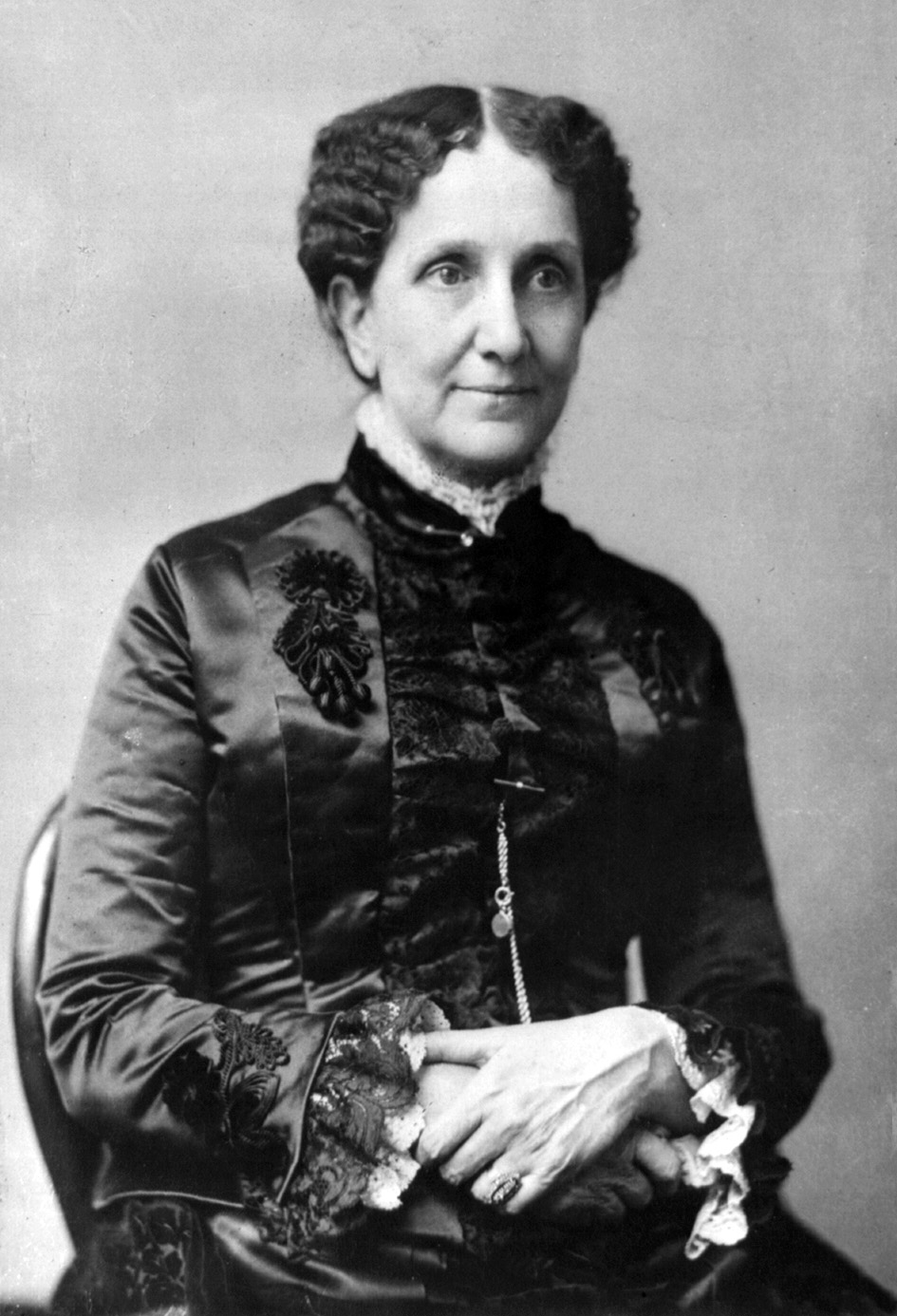
Mary Baker Eddy, fundadora da ciência cristã em 1866.

A partir deste episódio, passou a crer e divulgar que todos os métodos pesquisados pela mente humana não possuíam parcela alguma de atuação na cura a qual somente poderia ser resultado da aplicação da graça divina através do pensamento, sem precisar de nenhuma droga ou método material de alívio ou cura.
Eddy dedicou os restantes 40 anos de sua vida a divulgar esta suposta metodologia e publica-la em um livro. Outrossim, ela fundou e estabeleceu a Ciência Cristã no ano de 1866 e, na sequência instituiu uma organização religiosa para divulgar seu sistema de pseudocura, denominando-o, originalmente como Christian Science.
Em 1887, Eddy começa a ensinar sua suposta metodologia como se dotada fosse de método científico em Massachusetts para alunos que passavam "atender" pacientes como Praticistas (Profissionais) da Ciência Cristã praticando a cura cristã ou método de cura pela oração que aprendiam com ela. Sua doutrina ganhou ares de academicismo com a fundação da primeira e única Faculdade de Metafísica de Massachusetts - a única que recebeu alvará do governo para ensinar e atuar com finalidades médicas.carece de fontes]

## Visão geral

### Serviços religiosos
As igrejas da Ciência Cristã, em várias partes do Globo, realizam um Serviço Religioso dominical, de uma hora de duração, consistindo de hinos, oração e leituras da Bíblia e do livro Ciência e Saúde. Como não existem rituais, cerimônias, nem clérigos na igreja, os encontros dominicais são conduzidos por dois Leitores: o Primeiro Leitor, lê as citações do Ciência e Saúde e o Segundo Leitor lê as citações da Bíblia. Os Leitores são funções eletivas das igrejas que tem um sistema de organização transparente e democrática consolidada por Assembleias Gerais e por um estatuto aprovado pelos membros. Os Primeiros Leitores determinam o início da "seleção bíblica", hinos a serem cantados aos domingos e a bênção. Há também Reuniões de Testemunhos de Curas que são realizados nas quartas-feiras, e esse serviço destaca-se por ter metade de sua uma hora de duração aberta ao público para relatos de testemunhos e experiências de curas e vitórias obtidas pela aplicação prática da Ciência Cristã na vida diária.

### Organização - A Igreja Mãe e suas filiais
A sede da Ciência Cristã situa-se em Boston, onde foi estabelecida a igreja original, denominada A Primeira Igreja de Cristo, Cientista - A Igreja Mãe. O movimento tem aproximadamente 1.750 igrejas, filiais  e sociedades em 80 países. Todas as filiais de A Igreja Mãe têm gestão independente e democrática. Os membros da igreja e estudantes da Ciência Cristã são denominados de Cientistas Cristãos. Eles seguem o O Manual de A Igreja Mãe, que serve como elemento de disciplina, união, ação impessoal e integrada que norteiam a gestão democrática e a continuidade das igrejas filiais de A Igreja Mãe.
Além da gestão democrática, onde os assuntos são tratados em assembleias de membros por maioria de voto, há a eleição de cinco membros de uma Diretoria que tem a responsabilidade da gestão administrativa das igrejas, por um período de quatro ou cinco anos, num sistema de rodízio, no qual, anualmente, há nova eleição e rotação de cargos. Todos os cargos e funções são exercidas de modo voluntário e colaborativo pelos membros e visitantes.

### Pastores
Apesar de Eddy ter sido Reverenda e ser reconhecida como a única Pastora Emérita de sua Igreja, o sistema tradicional de pastores pessoais foi abolido através do Manual de A Igreja Mãe, com a finalidade de manter o "Cristianismo Primitivo", no qual está embasada a Ciência Cristã, livre de opiniões e hipóteses humanas.

### Livros Textos

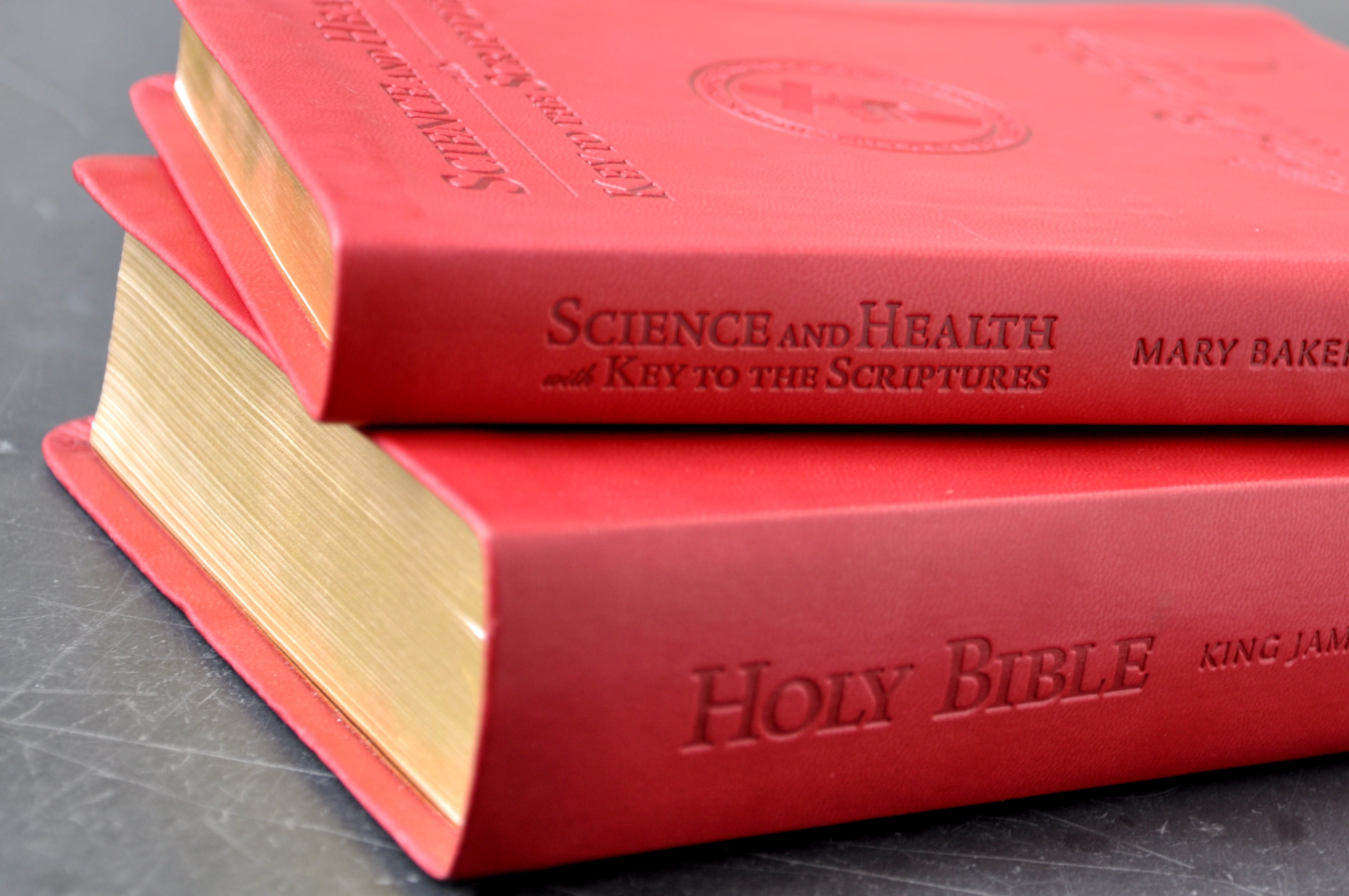
A Bíblia Sagrada e o Ciência e Saúde.

O livro Ciência e Saúde com a Chave das Escrituras (1875) escrito pela fundadora é, junto com a Bíblia, o livro base da religião. Para os estudantes da Ciência Cristã o livro Ciência e Saúde é a obra-prima da espiritualidade da arte da Cura Cristã. Segundo a própria autora, o livro Ciência e Saúde é um companheiro para o entendimento da Bíblia e precisa ser estudado em conexão com ela. "A Chave das Escrituras", que está integrada ao livro Ciência e Saúde, possui exegeses bíblicas dos primeiros capítulos do Gênesis e do Apocalipse, além de um glossário com a interpretação espiritual de termos bíblicos apresentadas por Eddy.

## O livro com18 idiomas
O livro "Ciência e Saúde com a Chave das Escrituras", de autoria de Mary Baker Eddy, está traduzido para 18 idiomas, incluindo o braile inglês. Recentemente, em 2018, na Assembleia Anual de "A Igreja Mãe" no mês de junho, foi apresentada uma nova tradução: a 18ª no idioma ibo da Nigéria. O livro Ciência e Saúde já vendeu 10 milhões e 700 exemplares (posição Agosto 2009).

### Difusão global da "cura cristã"
As práticas pseudocientíficas da Ciência Cristã são aplicadas em vários países, inclusive no Brasil. Em suma, a religião entende que todas as mazelas do corpo podem ser afastadas através do pensamento, a despeito de Baker ter visitado o dentista algumas vezes após a publicação de Ciência e Saúde. 
São publicados, regularmente, nos periódicos da Ciência Cristã, registros de testemunhos de curas cristãs dos mais variados casos, apesar de nenhum deles ter sido verificado através da literatura médica. 
Há outros dois periódicos nos EUA: o The Christian Science Sentinel, que publica depoimentos semanais; e o The Christian Science Journal, que publica-os mensalmente. Todos estes testemunhos registrados, bem como suas confirmações de autenticidade [carece de fontes], fazem parte do acervo estimado em 80.000 testemunhos de curas registrados na base informacional da Sociedade Editora da Ciência Cristã. [carece de fontes]
Além do já citado jornal CSMonitor.com, que foi um dos primeiros do mundo a aderir à plataforma do webjornalismo, abandonando as rotativas, todos esses periódicos, fundados por Mary Baker Eddy, estão na lista dos que estão a mais tempo em circulação ininterrupta deste sua fundação, logo após à data de fundação da Igreja.

## Situação institucional no Brasil

### Comitê de Publicação da Ciência Cristã
Os Comitês de Publicação da Ciência Cristã são membros das igrejas eleitos como Porta-Voz da Ciência Cristã junto à imprensa e ao legislativo. Eles são coordenados e capacitados pelo Comitê Geral de Publicação, em Boston, MA, EUA. A finalidade dos Comitês de Publicação está delineada no Manual da Igreja Mãe e consiste em prestar assessoria acerca dos interesses da Ciência Cristã e de seus membros. 
No Brasil, ela existe desde o início do século XX, por volta de 1912, tendo começado na cidade de São Paulo. No ponto de vista social, histórico, cultural, jurídico-civil as igrejas da Ciência Cristã são reconhecidas pelo governo brasileiro e estão registradas como Igreja de Cristo, Cientista. Globalmente, como igrejas filiais de A Igreja Mãe, A Primeira Igreja de Cristo, Cientista, em Boston, MA, EUA, são regidas pelo Manual da Igreja, de autoria de Mary Baker Eddy. Localmente, cada uma das igrejas filiais da Ciência Cristã, tem gestão democrática e autonomia com estatuto orgânico próprio. É uma igreja de leigos sem clérigos, bispos ou pastores, sem rituais e credos.

### Classificação feita pela imprensa local
Para um flow chart produzido pela equipe de pesquisa de qualidade da informação do Jornal Folha de S. Paulo, intitulado: As Principais Religiões Cristãs, a Ciência Cristã está incluída no Diagrama geral das Principais Religiões Cristãs, cuja vertente comum é o Cristianismo, localizada no bloco sob o título: "Igrejas Paralelas à Reforma" donde estão também classificadas por esta pesquisa: A Igreja Adventista, A Igreja de Jesus Cristo dos Santos do Últimos Dias (Mórmon), as Testemunhas de Jeová e a própria Ciência Cristã.

### Movimento religioso da Ciência de Cristo
A Ciência Cristã é uma religião, por que tem Jesus Cristo como único Exemplo e Mestre, além de manter o propósito de religar o pensamento humano com os seus ensinamentos e obras, bem como o de propagar a sua mensagem consoladora e salvadora da Verdade a toda humanidade. Em todas as Lições Bíblicas Semanais, há sempre uma de suas seções, dedicada a estudar a vida e obra de Cristo Jesus.  Esta tem sido a "pedra fundamental" das Igrejas da Ciência Cristã. Este elementos conferem a legitimidade de ser movimento religioso global ativista do ideal (pseudocientifico) da cura cristã. 

### A Ciência Cristã e o respeito à diversidade religiosa
Em seus escritos, Eddy declara que os membros de sua religião devem amar membros de outras denominações cristãs; 
"O Cientista Cristão genuíno ama protestantes e católicos, pastores e médicos, - ama a todos os que amam a Deus, o bem, e ama seus inimigos. Ver-se-á que em vez de opor-se, tal pessoa serve os interesses tanto dos profissionais da medicina quanto da cristandade, e eles prosperam juntos, aprendendo que o poder da Mente é boa vontade para com os homens. Assim vem à tona o metal precioso do caráter e o ferro da natureza humana enferruja e se desfaz; a honestidade e a justiça caracterizam aquele que busca e encontra a Ciência Cristã." 

### Outras classificações
Segundo classificação de estudiosos em religião, o movimento da Ciência Cristã poderia enquadrar-se na classificação de Paraprotestantismo. Na opinião de teólogos críticos apologéticos, seus adeptos defendem uma forma radical de idealismo metafísico, acreditando que a realidade é puramente espiritual e o mundo material é uma ilusão. Isso inclui a visão de que a doença é um erro mental e não um distúrbio físico, e que os enfermos devem ser tratados não por remédios, mas pela oração, mental e silenciosa, que busca corrigir as crenças responsáveis pela ilusão de doença. Dentre essas crenças estão elencadas pela Sra. Eddy no livro Ciência e Saúde como pretensas causas da doença: o medo, a ignorância e o pecado.

### A Ciência Cristã e o imperativo da liberdade de escolha
Autodeterminação e respeito ao direito de escolha dos membros é um dos pilares do movimento da Ciência Cristã, os quais evidenciam-se pela autonomia de suas igrejas locais, as quais são administradas pelos membros em regime de transparência e democracia. Inexiste intervenção alguma, oração intercessória, nem algum tipo de aconselhamento, ou imposição quanto às decisões e escolhas no que concerne a saúde individual. Todos os cargos da igreja são voluntários e eletivos, bem assim as decisões são tomadas por maioria de votos em assembleias, sendo que a gestão democrática está regulamentada por um estatuto registrado em cartório.

### Omissão de socorro em decorrência de práticas da Ciência Cristã
Em mais de 50 casos, entre 1887 e início da década de 1990, promotores acusaram os cientistas cristãos de que adultos e crianças morreram de doenças tratáveis, sem cuidados médicos. A morte de Lisa Sheridan, de cinco anos, de pneumonia, em Massachusetts, foi o primeiro de vários casos no século XX, conhecidos dentro da igreja como os "casos de crianças" A mãe dela foi condenada por homicídio culposo e condenada a cinco anos em liberdade condicional. Foi depois dessa acusação que a igreja começou a fazer lobby para liberações religiosas, como inclusão de brechas na lei.
Em 1977, Matthew Swan com 16 meses de idade, morreu de meningite bacteriana em Detroit, Michigan, depois que seus pais foram persuadidos a não procurar cuidados médicos oportunos; eles responderam fundando a ONG Children's Healthcare is a Legal Duty (CHILD) em 1983. Entre 1980 e 1990, sete pais de cientistas cristãos nos Estados Unidos foram processados; houve quatro condenações, duas revogadas. Em 1988, Ashley King de 12 anos, morreu em Phoenix, Arizona, depois de viver durante meses com um tumor na perna que tinha uma circunferência de 1.000 mm; seus pais se declararam culpados de ameaça imprudente. Um caso proeminente em Massachusetts em 1990, foi quando os pais de Robyn Twitchell, com dois anos de idade, foram condenados por homicídio involuntário depois que ele morreu de peritonite; a condenação foi revogada, o tribunal de apelação decidiu que o casal tinha "acreditado razoavelmente" que poderia confiar na oração da Ciência Cristã sem ser processado.
A primeira vez que a igreja foi responsabilizada (anulada em apelo) foi em 1993, depois que Ian Lundman, de 11 anos, morreu de hiperglicemia, em Minnesota, em 1989. A igreja enviou uma enfermeira da Ciência Cristã para sentar com ele; os médicos testemunharam que ele poderia ter sido salvo por uma injeção de insulina até duas horas antes de sua morte. A mãe e o padrasto foram acusados de homicídio culposo, mas as acusações foram retiradas. O pai do menino processou a mãe, padrasto, médico, enfermeira, casa de repouso e igreja. Ele recebeu U$ 5.2 milhões de indenização compensatória, mais tarde reduzida para U$ 1.5 milhões e U$ 9 milhões em danos punitivos contra a igreja. A Corte de Apelações do Estado de Minnesota anulou o prêmio contra a igreja e a casa de repouso em 1995, vendo que um julgamento que "forçava a igreja a abandonar o ensino de seu princípio central" era inconstitucional e que enquanto os indivíduos tinham o dever de cuidar do menino, a igreja e a casa de repouso não tinham essa obrigação.

### Vacinação
A vacinação é mais um tema polêmico; um cientista cristão em Wisconsin ganhou um caso em 1897 que permitiu que seu filho frequentasse a escola pública apesar de não ter sido vacinado contra a varíola. Outros foram presos em 1899 por evitar a vacinação durante uma epidemia de varíola na Geórgia.
Na Austrália, a igreja era o único grupo com uma exceção religiosa para a vacinação a partir de abril de 2015; o governo disse que planejava remover a exceção.

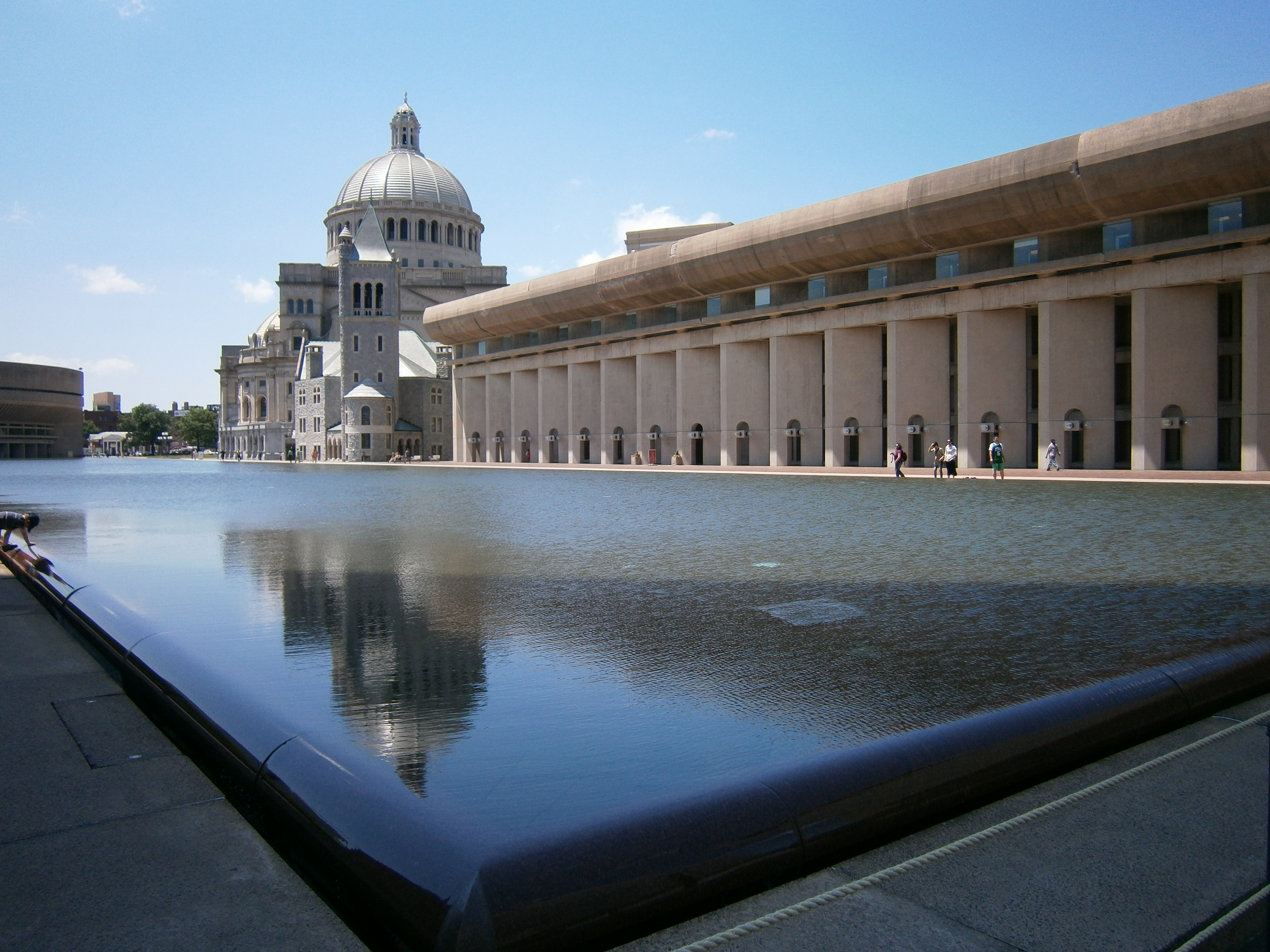
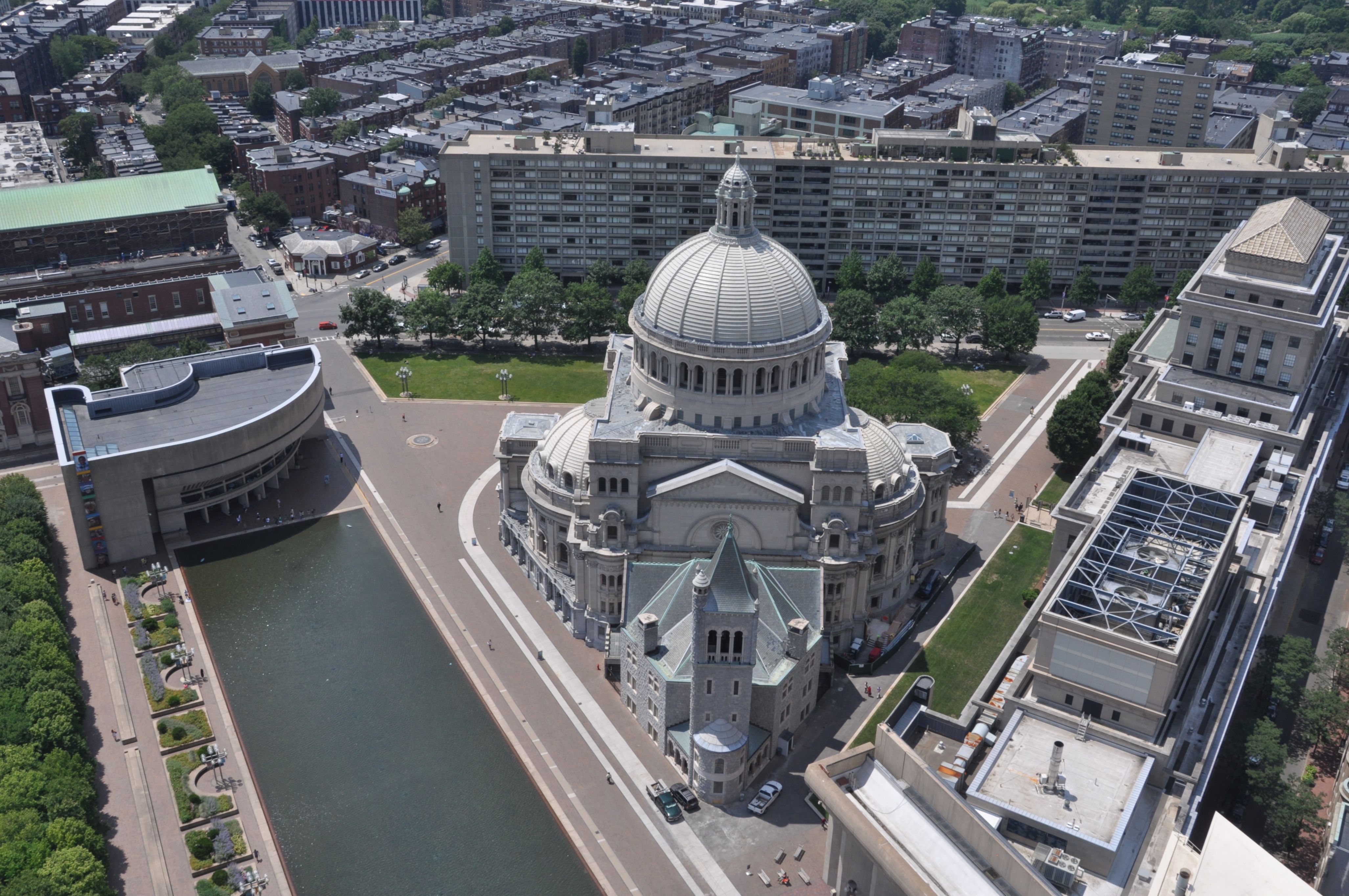
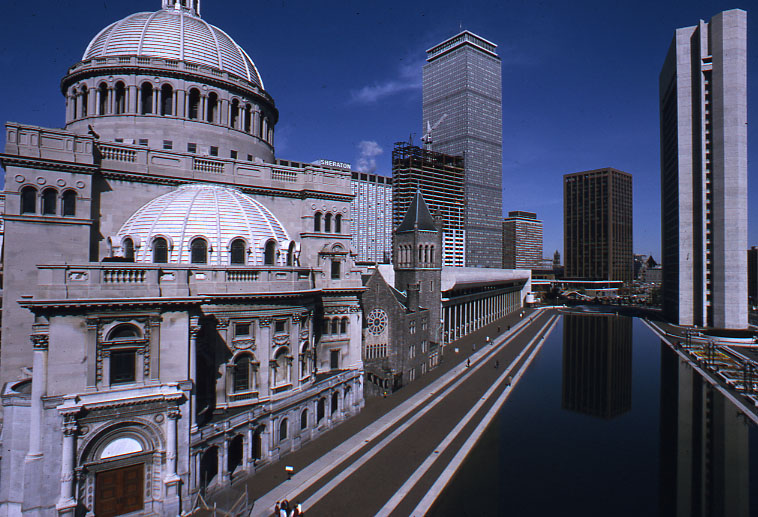

Complexo central de prédios da Ciência Cristã em Boston, conhecido em inglês como: The Christian Science Center

## Alguns cientistas cristãos conhecidos
Internacionalmente:
- Juiz Clifford P. Smith - renomado juiz do estado de Iowa que integrou também o Comitê de Publicação da Ciência Cristã.
- Ray Conniff - músico
- Val Kilmer - ator que protagonizou o filme Batman Eternamente. Em 2010, como produtor vai realizar um documentário para a Biblioteca Mary Baker Eddy
- Henry Paulson - Secretário do Tesouro Americano no fim do segundo mandato do governo Bush